# Hřib (Neoboletus)
Hřib (Neoboletus) je rod stopkovýtrusných hub z čeledi hřibovitých. Vytvořen byl italskými mykology roku 2014 vyčleněním několika druhů z rodu Boletus (konkrétně ze sekce Luridi, resp. Luridi a Erythropodes) na základě výsledků biomolekulárních analýz.

## Seznam druhů
| obrázek                  | český název | odborný název            | výskyt            | galerie                                                | pozn.       |
| ------------------------ | ----------- | ------------------------ | ----------------- | ------------------------------------------------------ | ----------- |
| Neoboletus luridiformis  | hřib kovář  | Neoboletus luridiformis  | Evropa            | Kategorie „Boletus erythropus“ na Wikimedia Commons    | [ 1 ]       |
| Neoboletus junquilleus   | hřib žlutý  | Neoboletus junquilleus   | Evropa            | Kategorie „Boletus junquilleus“ na Wikimedia Commons   | [ 1 ]       |
| Neoboletus brunneissimus |             | Neoboletus brunneissimus | Asie              | Kategorie „Boletus brunneissimus“ na Wikimedia Commons | [ 1 ]       |
|                          |             | Neoboletus magnificus    | Austrálie         |                                                        | [ 1 ]       |
|                          |             | Neoboletus praestigiator |                   |                                                        | [ 2 ]       |
|                          |             | Neoboletus sinensis      | Asie              |                                                        | [ 1 ]       |
|                          |             | Neoboletus thibetanus    | Asie              |                                                        | [ 3 ]       |
|                          |             | Neoboletus venenatus     | Asie              |                                                        | [ 3 ]       |
|                          |             | Neoboletus xanthopus     | Evropa (Rakousko) |                                                        | [ 4 ] [ 5 ] |